# Hundfjället (naturreservat)
Hundfjället är ett naturreservat beläget på södra sidan av Hundfjället i Malung-Sälens kommun i Dalarnas län.
Området är naturskyddat sedan 1995 och är 580 hektar stort. Reservatet består av orörd urskog av gran.